# جمعية فايمار الوطنية
جمعية فايمار الوطنية (بالألمانية: Weimarer Nationalversammlung)‏ كان المؤتمر الدستوري والبرلمان الفعلي لألمانيا من 6 فبراير 1919 إلى 6 يونيو 1920. صاغ المجلس الدستور الجديد الذي كان ساري المفعول من 1919 إلى 1933، وظل من الناحية الفنية ساري المفعول حتى حتى نهاية الحكم النازي في عام 1945. انعقد في فايمار، تورينجيا وهو السبب في أن تصبح هذه الفترة في التاريخ الألماني معروفة باسم جمهورية فايمار.

## خلفية
مع نهاية الحرب العالمية الأولى وبداية ثورة نوفمبر، أعلن المستشار ماكس بادن عن تنازل الإمبراطور الألماني فيلهلم الثاني في 9 نوفمبر 1918. كما عين فريدريك ايبرت كخليفة له كمستشار. تولى مجلس نواب الشعب، وهو حكومة مؤقتة تتألف من ثلاثة مندوبين من الحزب الديمقراطي الاجتماعي (SPD) وثلاثة من الحزب الديمقراطي الاجتماعي المستقل، السلطة التنفيذية في اليوم التالي ودعا إلى مؤتمر وطني للمجالس في الفترة من 16 إلى 21 ديسمبر للاجتماع في برلين. حددت Reichsrätekongress هذه انتخابات للجمعية الوطنية في 19 يناير 1919.

## انتخابات
كانت انتخابات الجمعية الوطنية في 19 يناير 1919 أول انتخابات في ألمانيا بعد إدخال حق المرأة في الاقتراع. تم تخفيض سن التصويت القانوني من 25 إلى 20 سنة. وقد أدت هذه التغييرات مجتمعة إلى زيادة عدد الناخبين المؤهلين بحوالي 20 مليون ناخب. كانت نسبة المشاركة 83 ٪،  وهي نسبة أقل قليلاً مما كانت عليه في انتخابات الرايخستاغ الأخيرة في عام 1912، ولكن نسبة الإقبال المطلقة أكبر بكثير بسبب الاقتراع الموسع. كانت نسبة المشاركة بين النساء 90٪. :17

تكوين الجمعية الوطنية

|  |  |  |  |  |

## التأسيس

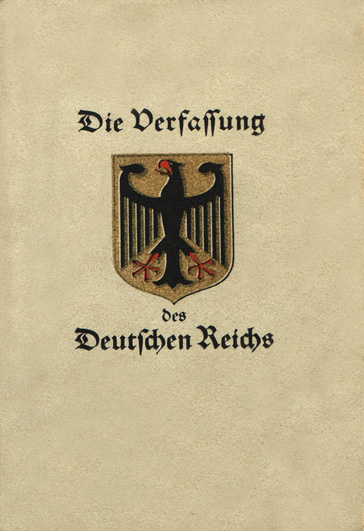
غلاف دستور فايمار

اجتمعت الجمعية الوطنية في فايمار لعدة أسباب: أراد السياسيون تجنب المعارك المستمرة في العاصمة برلين، وأراد زعيم الحزب الاشتراكي الديمقراطي فريدريش إيبرت تذكير الحلفاء المنتصرون في الحرب العالمية الأولى، والذين كانوا في ذلك الوقت يتداولون معاهدة سلام، مع فايمار الكلاسيكية، والتي شملت أمثال غوته وشيلر. :17

## رؤساء الجمعية الوطنية فايمار
| اسم                                          | حفل                        | دخلت مكتب      | ترك المكتب     |
| -------------------------------------------- | -------------------------- | -------------- | -------------- |
| إدوارد ديفيد                                 | الحزب الديمقراطي الاجتماعي | 7 فبراير 1919  | 13 فبراير 1919 |
| Conrad Haussmann [conrad haußmann] (التمثيل) |                            | 13 فبراير 1919 | 14 فبراير 1919 |
| قسطنطين فيرينباخ                             | حزب الوسط                  | 14 فبراير 1919 | 21 يونيو 1920  |